# 黄眼草科
黄眼草科，又名蔥草科，包括5属约270种，分布在全球热带和亚热带地区，中国只有1属7种。
本科植物为一年生或多年生草本植物，叶基生，线形，基部有鞘；花两性，稍两侧对称；花萼和花冠3裂；果实为蒴果，3瓣裂。种子极少。
属
- 蓝眼草属 Abolboda Humbert & Bonpl., 1813，阿波波达草属
- 雾葱草属 Achlyphila Maguire & Wurdack, 1960
- 鹦山草属 Aratitiyopea Steyerm. & P. E. Berry, 1984
- 姜眼草属 Orectanthe Maguire, 1958
- 黄眼草属 Xyris Gronov. ex L., 1753

1981年的克朗奎斯特分类法将其列入鸭跖草目，1998年根据基因亲缘关系分类的APG 分类法将其分为两科—黄眼草科和阿波波达草科，将生长在南美洲的阿波波达草属植物单独列为一个科，没有放入任何一目中，黄眼草科放到禾本目中。2003年经过修订的APG II 分类法将这两个科仍然合并为一个科。

## 外部链就接
- 在L. Watson和M.J. Dallwitz (1992年)《有花植物分科》 （页面存档备份，存于）中的黄眼草科 （页面存档备份，存于）
- 《北美植物》中的黄眼草科 （页面存档备份，存于）
- 《中国植物》中的黄眼草科 （页面存档备份，存于）
- 西澳大利亚中的黄眼草属
- NCBI黄眼草科 （页面存档备份，存于）
- CSDL黄眼草科 （页面存档备份，存于）